# トヨタ・ベルタ
ベルタ（BELTA）は、トヨタ自動車が製造・販売していた小型4ドアセダンである。車名はイタリア語で「美しい」または「美しい人」という意味にちなんでいる。

## 初代 KSP/SCP/NCP9#型（2005年 - 2012年）
プラッツの後継車であり、2代目ヴィッツをベースとしている。プラットフォームなど基礎的設計・仕様はプラッツと同様にヴィッツ共有であるが、ヴィッツとは異なる専用の設計・趣きがプラッツ以上に明確となり、ホイールベースの延長、ボディ形状や低重心のスタイル、車内設計などセダンとしての独自性が格段に高められた仕様となっている。
エンジンおよびトランスミッションは、FF車には1.0 L・1KR-FEエンジンと1.3 L・2SZ-FEエンジンを設定、トランスミッションは自動無段変速Super CVT-iが装備される。4WD車は1.3 L・2NZ-FEエンジンを搭載、4速ATのSuper ECTとの組み合わせとなる。
ベルタはヴィッツ系モデルの実用的・経済的な機能性とセダンとしての上質性を備えている。アナログ式センターメーターレイアウトを採用、ホイールベースはヴィッツより90mm延長されてラクティスと同数値の2,550mmとなり、最適化された車内空間、大容量のトランクが装備される。ボディのCd値はプラッツ、および9代目カローラセダン（E120型）と同数値の0.29を達成。
宮城県警察においてパトロールカーとして県費導入された。
2006年10月1日、グッドデザイン賞を受賞。
日本国外では北米・南米・オセアニアなどにおいて「ヤリスセダン」、中国および東南アジアにおいては「ヴィオス（2代目）」として販売された。北米向けはヤリスハッチバック（日本名ヴィッツ）のモデルチェンジにより、南米向けはエティオスの投入・展開によりそれぞれ販売終了としたが、オセアニア向け「ヤリスセダン」と中国・東南アジア向け「ヴィオス（2代目）」についてはヤリスハッチバックのモデルチェンジ後も引き続き生産・販売された。

### 年表

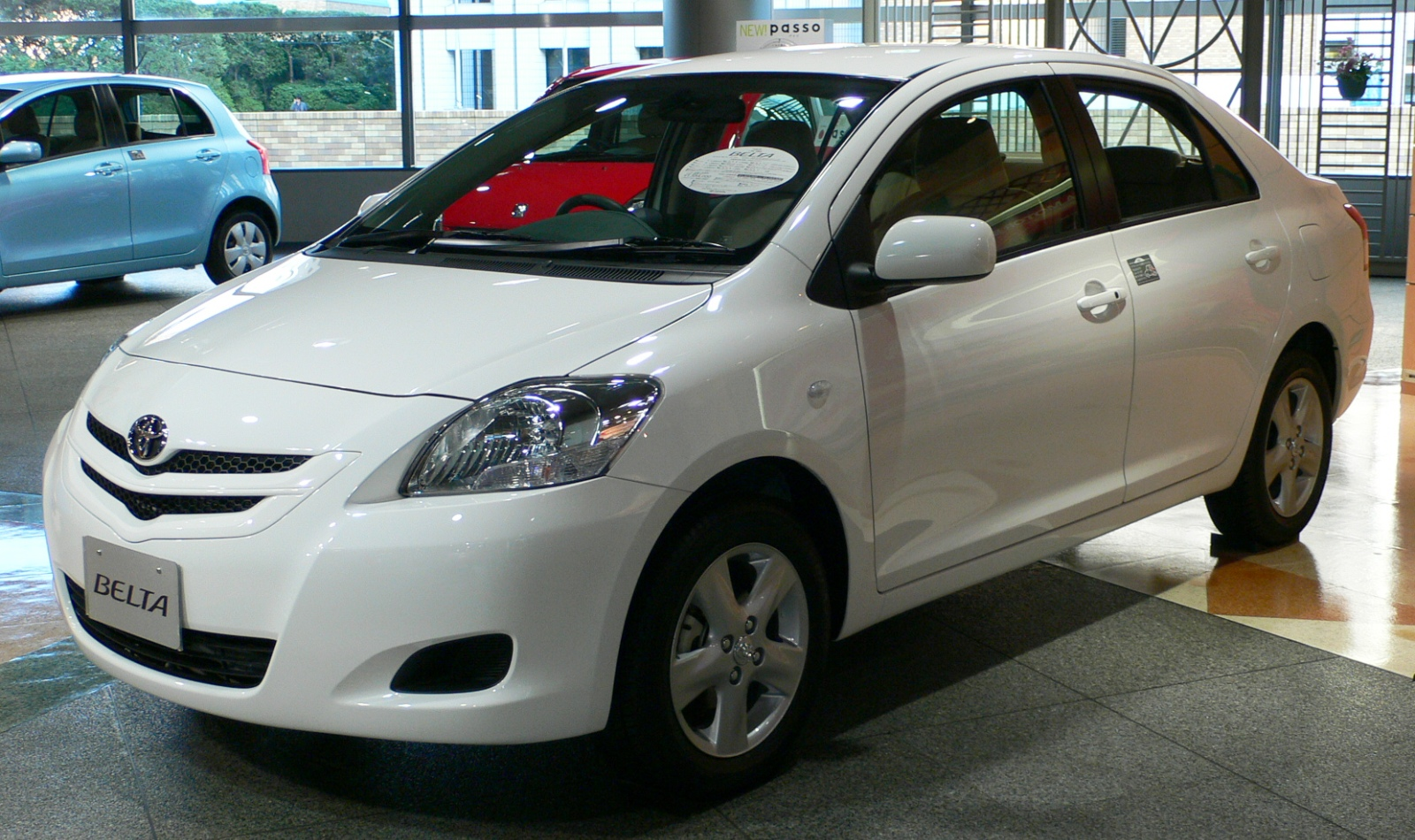
2005年11月販売型 フロント （1.3G オプション装着車）
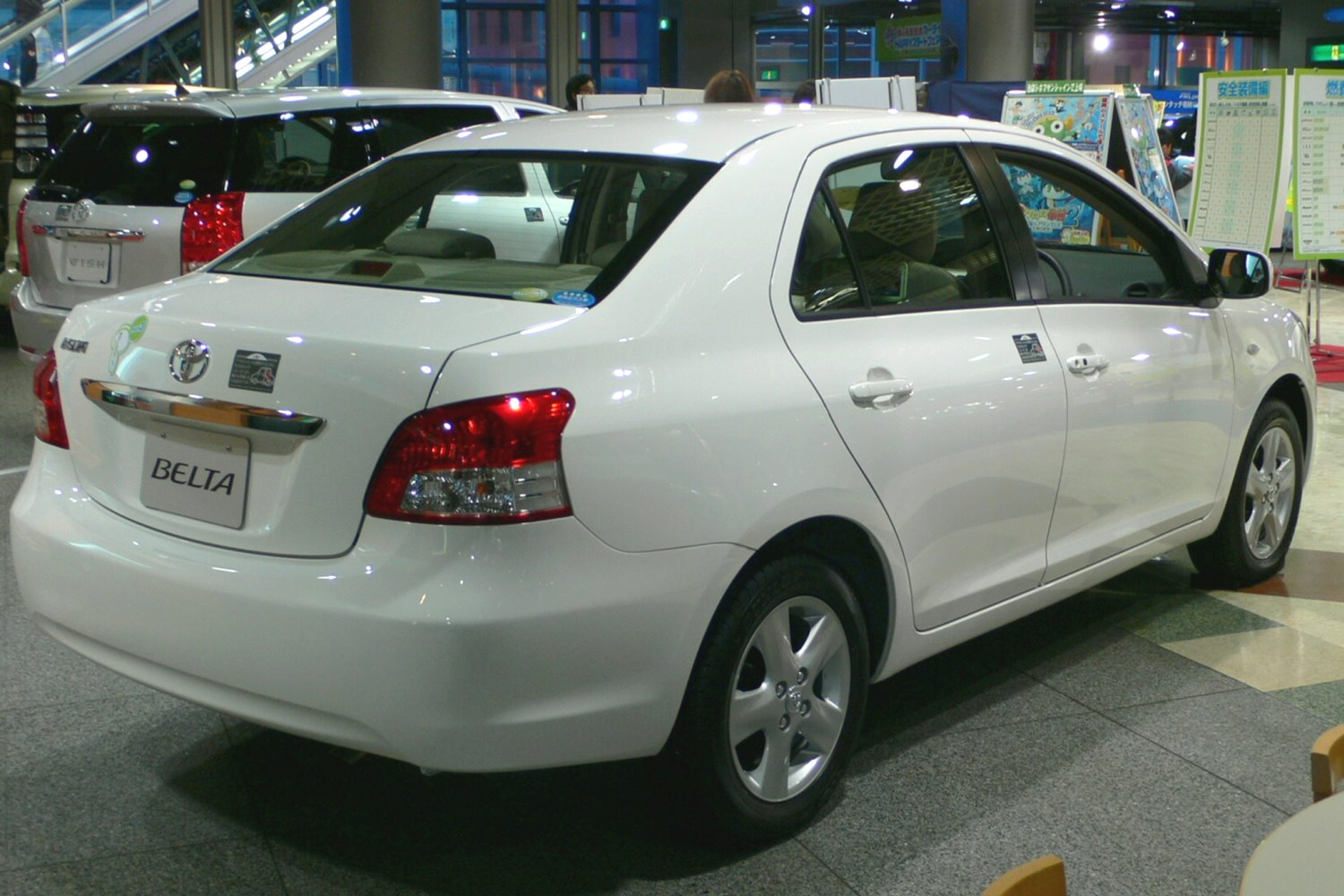
2005年11月販売型 リア （1.3G オプション装着車）
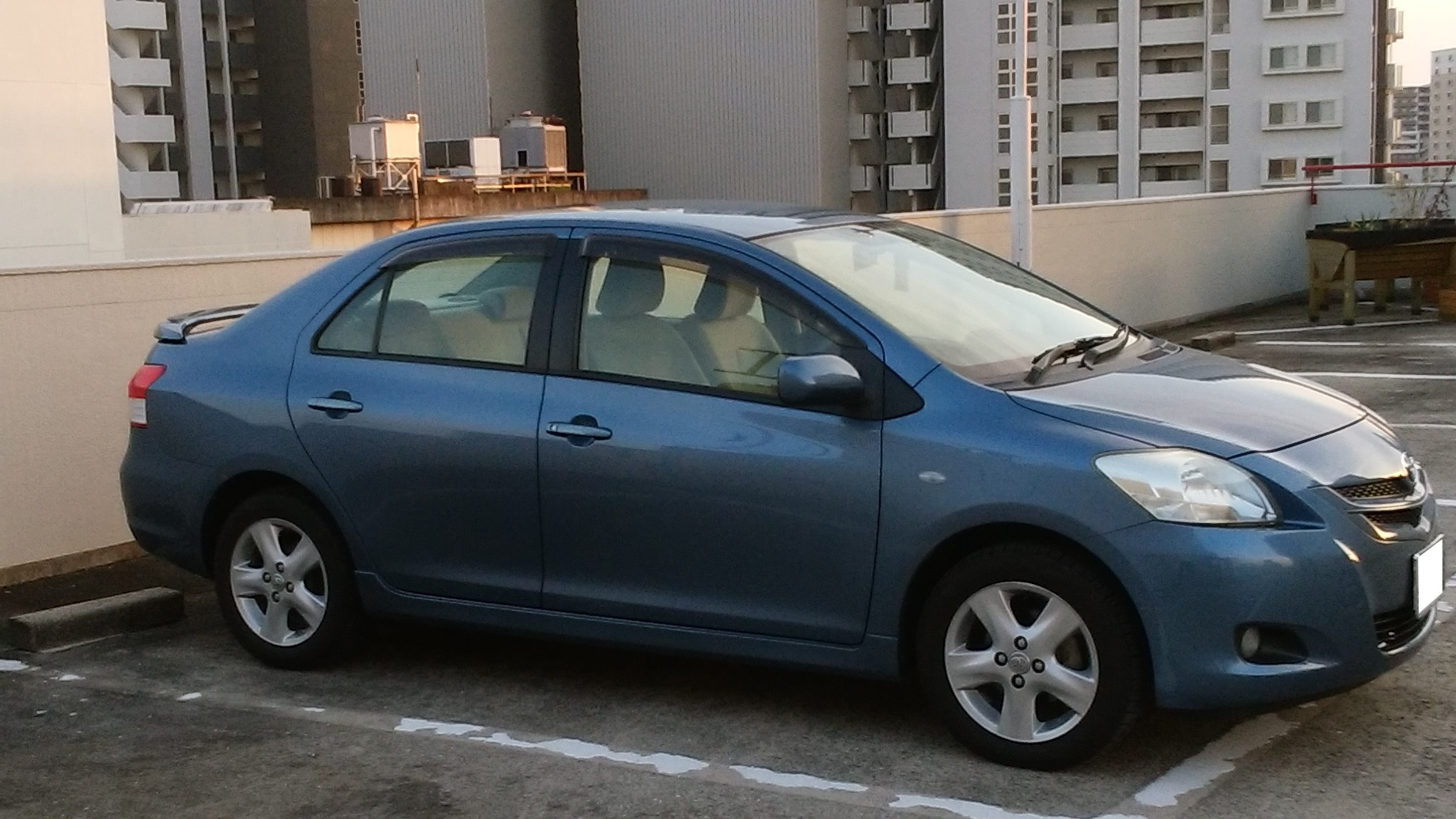
2005年11月販売型 1.3X Sパッケージ （オプション装着車）

- 2005年11月28日 - 発表、および発売。CMには鈴木京香を起用。キャッチコピーは「美しい人、ベルタ。」。月間販売目標台数は3,000台。

1.0 L車はFF車のみで「X」と「X Sパッケージ」、1.3 L車はFFと4WDが設定され、ともに「X」と「X Sパッケージ」・「G」の3タイプ。FF車は「平成17年基準排出ガス75%低減レベル」（☆☆☆☆・SU-LEV）、4WD車は「平成17年基準排出ガス50%低減レベル」（☆☆☆・U-LEV）を達成。
- 2006年10月6日 - 一部追加。「X」をベースに法人向けに仕様を変更した「X ビジネスAパッケージ/ビジネスBパッケージ」を追加設定。
- 2008年8月25日 - マイナーチェンジ。

インテリア関係ではセンターメーター・車内の全体的な色調・シート・リヤドアアームレストなどの仕様が変更され、1.3 L車はアームレスト仕様の6:4分割可倒リヤシートが標準装備化。
エクステリアではフロントグリルの意匠変更、フロントフェンダー部装着のターンシグナルランプがサイドドアミラー一体式に移行してLED化。「1.3G」装着のスチールホイール用フルキャップ・メーカーオプション設定の15インチアルミホイールもデザインを変更。スポーティードレスアップモデルの「1.0/1.3X Sパッケージ」が廃止、花粉除去モード付オートエアコンや新たに追加設定された 運転席「快適温熱シート」などを標準装備したラグジュアリーモデルの「1.3X Lパッケージ」を代替設定。
- 2009年8月17日 - 一部改良。

1.0 L車と1.3 L-FF車でエンジン・トランスミッション・オルタネーターの制御等の見直しにより燃費を向上（0.4 - 0.5km/L）し、「平成22年度燃費基準+25%」を達成。このため、既に対象となっている環境対応車普及促進税制（エコカー減税）の自動車取得税・自動車重量税の減税額が50%から75%に引き上げられた。
- 2010年7月 - 一部改良。「1.3G」と「1.3X Lパッケージ」のシート素材の仕様変更。リヤシートベルトのアラーム機能を廃止。
- 2011年8月 - 一部改良。新たにブレーキオーバーライドシステムを採用、全車標準装備。ボディカラーのホワイトをスーパーホワイトIIに変更。
- 2012年6月30日 - 販売終了[注釈 4]。実質的に先代のプラッツを含めると通算2代13年となった。

車種体系が整理・統合され、系統のヤリス、プレミオ、コンパクトハイブリッドカーのアクアなどが、セダンとしてはカローラアクシオが販売上の代替車種となる。
- 2005年11月販売型 フロント
（1.3G オプション装着車）
- 2005年11月販売型 リア
（1.3G オプション装着車）
- 2005年11月販売型 1.3X Sパッケージ
（オプション装着車）

## 2代目（2021年 - 2025年）
2021年11月18日、エジプトで「BELTA」を世界初公開。車名が9年ぶりに復活し、スズキが新興国限定で製造・販売している既存の小型セダンであるシアズ、およびアリビオのOEMとなった。

## 取扱ディーラー
トヨペット店（大阪地区は大阪トヨタ - 大阪トヨペット）とトヨタカローラ店で販売された。